# Ginásio de Esportes Dr. Aldebaran Rocha Faria
Ginásio de Esportes Dr. Aldebaran Rocha Faria conhecido como Ginásio Santa Terezinha.  e um ginásio de esportes da cidade de Guarapuava no Paraná, com capacidade para 1.500 espectadores.
Atualmente e usado no Campeonato Paranaense de Futsal

## Futsal

### Chave Bronze
No ano de 2014 , durante o Campeonato Paranaense de Futsal Chave Bronze a equipe do Bec Futsal utilizou o ginásio para mandar seus jogos pela competição. 
Foram 5 mandos , a equipe foi eliminada na Primeira Fase , e terminou a competição em 10º colocado.